# Marián Kochanský
Marián Kochanský (ur. 4 czerwca 1955 w Partizánskem, zm. 28 kwietnia 2006 w Bratysławie) – słowacki muzyk, wokalista, kompozytor i akordeonista.
Ukończył studia na Uniwersytecie Ekonomicznym w Bratysławie. W 1982 r. założył zespół Lojzo (album debiutancki w 1985 r.). Kochanský był autorem większości przebojów tej grupy.